# Woltzetener Kirche

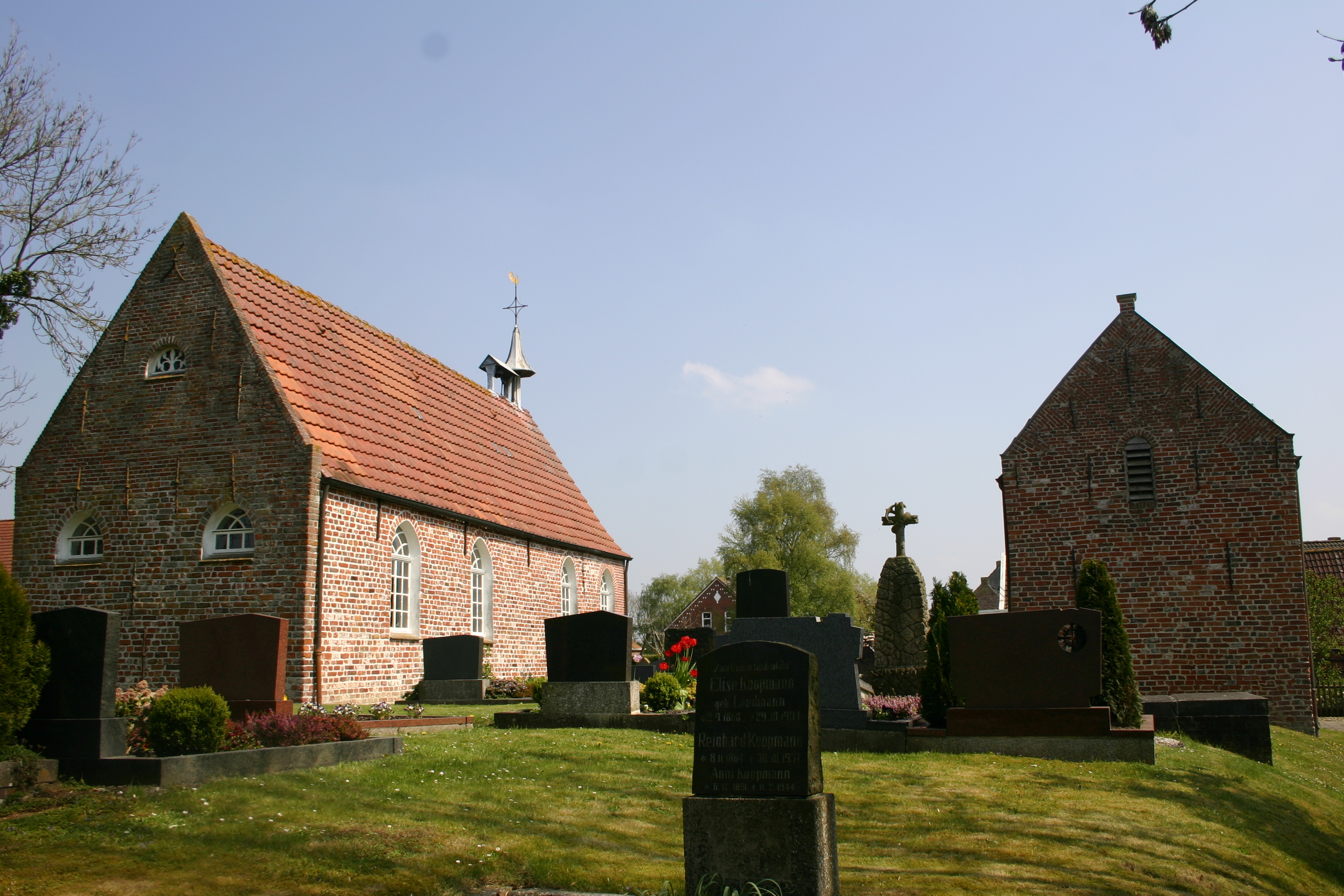
Reformierte Kirche

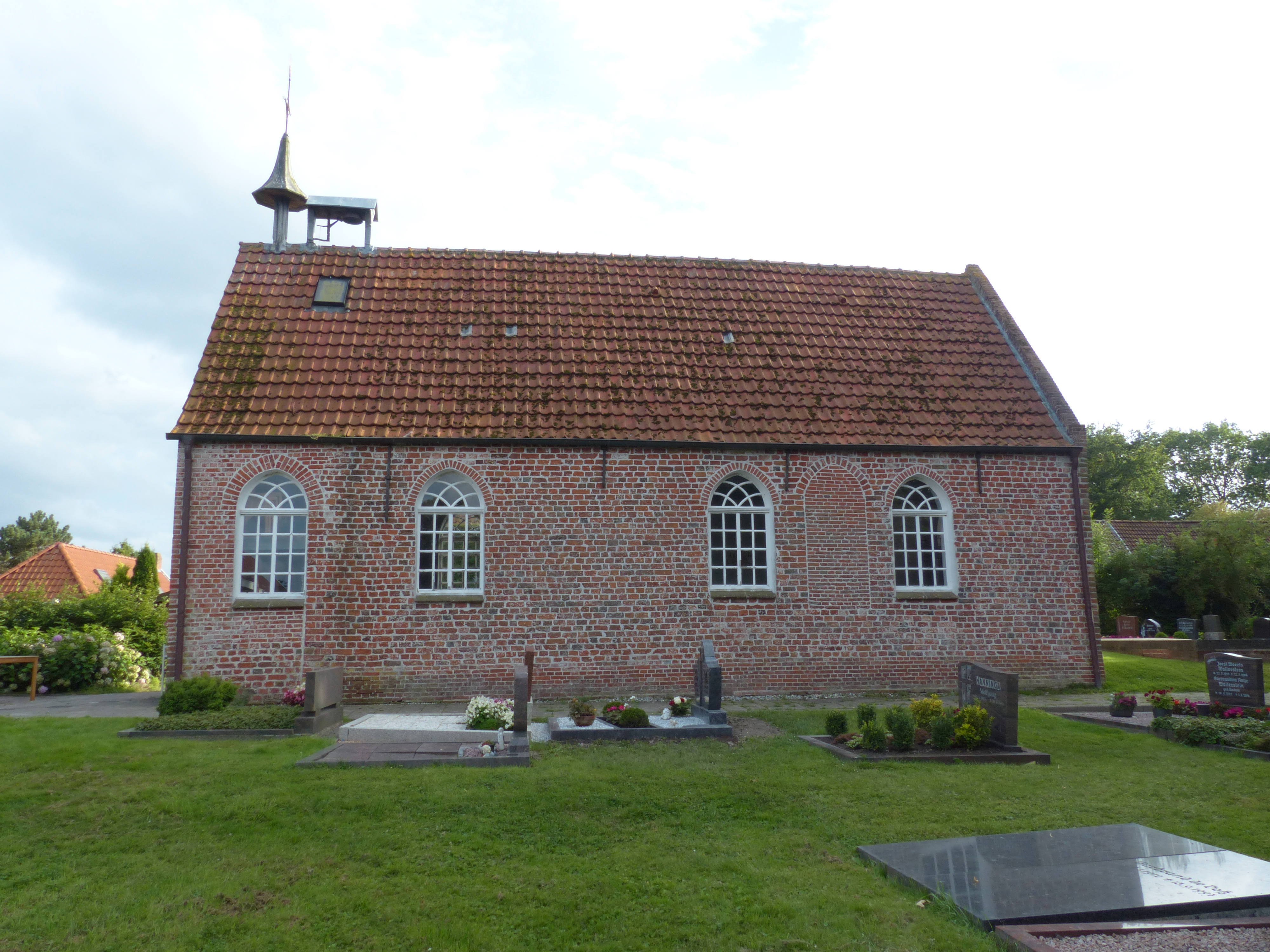
Ansicht von Süden

Die Woltzetener Kirche ist die evangelisch-reformierte Kirche im ostfriesischen Ort Woltzeten in der Krummhörn aus dem Jahr 1727.

## Geschichte
Die Kirchengeschichte Woltzetens ist nur unvollständig bekannt, da die Kirchenbücher erst ab 1780 lückenlos auffindbar sind. Im Mittelalter gehörte Woltzeten zur Propstei Groothusen im Bistum Münster. Aus dem Jahr 1461 ist der Name des Geistlichen „her Wydzald“ überliefert, der „kerchere to Waltzeten“ war. Eine Glocke wurde 1593 von Gert Powels in Emden gegossen, auf einer noch älteren stand in gotischen Buchstaben der Name „Caterina sancta“.
Die Kirche wurde in schlichter Bauart im Jahre 1727 errichtet und ersetzte die zuvor bestehende größere Kirche, die im Jahr 1725 aufgrund von Baufälligkeit abgebrochen wurde. Diese datiert vermutlich bereits auf das 12. Jahrhundert. Obwohl sie immer zum Pfarramt Canum gehörte, wurde die ältere der Kirchen vom nahe gelegenen Kloster Blauhaus bei Woltzeten geistlich bedient. Im Zuge der Reformation wurde das Kloster „Blauhaus“ aufgelöst und die Gemeindearbeit vom Pfarramt Canum übernommen. Auch heute ist die Kirchengemeinde Woltzeten mit der Kirchengemeinde Canum unter einem Pfarramt vereinigt.

## Baubeschreibung
Die Kirche ist es ein schlichter Backsteinbau im Stil des Barock. Die Seiten des Baues wurden nicht verputzt. Lediglich an der Frontseite wurden Putz und ein weißer Anstrich angebracht. In die Langseiten sind jeweils vier große rundbogige Fenster eingefügt. In der westlichen Giebelspitze ist eine Uhr angebracht, der Westeingang klassizistisch gestaltet. Das Gebäude ist ohne Kirchturm konzipiert und verfügt lediglich über eine Geläutanlage über dem Haupteingang.
Ein frei stehender Glockenstuhl im Süden des Gotteshauses ist deutlich älter als das Kirchengebäude und weist auf die Existenz der älteren Kirche hin. Die Glocke wurde im Jahre 1813 von Andries Heero van Bergen und Claudius Fremy aus dem Metall der Vorgängerin aus dem Jahr 1593 umgegossen. Im Zweiten Weltkrieg wurde die kleine mittelalterliche Glocke, die schon zuvor durch einen Riss unbrauchbar geworden war, abgeliefert und eingeschmolzen.

## Ausstattung
Die Inneneinrichtung stammt im Wesentlichen aus dem Jahr 1833, als eine große Renovierung durchgeführt wurde. Aus dem Vorgängerbau ist das Fragment eines Taufbeckens aus Bentheimer Sandstein erhalten. Dieses Becken wird um 1200 datiert und ist mit drei Friesen verziert. Alfred Führer schuf 1956 das kleine Orgelpositiv mit fünf Registern auf einem Manual und Pedal. Der Subbaß 16′ im Pedal wurde von dem Vorgängerinstrument von P. Furtwängler & Hammer übernommen, die im Jahr 1907 die erste Orgel der Kirche bauten. Zu den Vasa Sacra gehört ein Abendmahlskelch aus vorreformatorischer Zeit.